# Acerba Animi
Acerba Animi è un'enciclica di papa Pio XI, promulgata il 29 settembre 1932, e dedicata alla difficile situazione della Chiesa cattolica in Messico.
È la seconda enciclica che il Pontefice dedica alla Chiesa messicana dopo l'Iniquis Afflictisque del 1926. Seguirà la Firmissimam Constantiam del 1937.